# 안재훈 (애니메이터)
안재훈(Jae Hunn Ahn)은 대한민국의 애니메이션 감독이다. 제작사는 연필로 명상하기이다.

## 생애
안재훈은 1992년 9월 16일부터 애니메이션을 직업으로 선택하여 30년 이상 활동해오고 있다. 1998년 단편 애니메이션 〈히치콕의 어떤 하루〉로 감독으로서 데뷔했다.

## 작품 활동
안재훈 감독은 단편 애니메이션부터 TV 시리즈, OVA, 극장용 애니메이션 등 다양한 장르의 작품을 연출했다.

## 주요 작품
- 1998년: 〈히치콕의 어떤 하루〉 (단편)
- 2000년: 〈순수한 기쁨〉 (중편)
- 2003년: 〈Wishing Star〉 (한미 공동제작 극장용 애니메이션)
- 2009년: 〈겨울연가〉 (TV 시리즈)
- 2011년: 〈소중한 날의 꿈〉 (첫 장편 애니메이션)
- 2014년: 〈메밀꽃, 운수 좋은 날, 그리고 봄봄〉
- 2017년: 〈[소나기 (2017년 영화)|소나기]]〉
- 2021년: 〈무녀도〉
- 2025년 예정: 〈살아오름: 천년의 동행〉, 〈아가미〉

## 작품 특징
안재훈 감독은 "치유의 힘이 있는 그림, 감동이 있는 빛깔"이라는 가치 아래 작품을 만들고 있다. 그의 작품은 한국의 고유한 정서와 풍경을 담아내는 데에 주력한다.

## 수상 경력
- 2021년: 제42회 안시 국제 애니메이션 영화제 콩트르상 (〈무녀도〉)

## 기타 활동
2012년 고양 아람누리 안재훈 감독 / 데즈카 오사무 한일 대표 특별전
2013년 한국영상자료원 안재훈 감독과 소중한 날의 꿈 전시
2014년 대중문화예술 문체부 장관상
2015년 대만 타이중국제애니메이션 영화제 심사위원
2015년 유바리 국제 판타스틱 영화제 심사위원
2015년 중국 서남민족대학교, 길림대 등 유수 중국 대학 영화제 심사위원
2016년 상하이 CCG EXPO 심사위원 
2016년 샌프란시스코 Bay Area K-Group 특별 강연
2017년 제19회 Digicon6 Asia 심사위원
2018년 이디야랩 안재훈 감독 특별전
2019년 BIAF 안재훈 감독 특별전
2020년 부산국제어린이청소년영화제 심사위원
2020년 춘천애니메이션 박물관 안재훈 감독전 전시
2021년 평창국제평화영화제 안재훈 감독 특별전 & 안재훈 감독 스페셜북 출간
2022년 안재훈 감독 30주년 기념 에세이집 <홀로 견디는 이들과 책상 산책>
2022년 서울독립영화제 ‘새로운 선택’ 부문 심사위원
2023년 서울특별시 ‘영상문화산업’ 부문 표창 수상
2023년 워싱턴한국문화원 ‘한국 문학과 애니메이션’ 특별전

## 감독 및 스튜디오 전시 행사 소개
The Studio and the director’s Upcoming Exhibitions and Events 
- 소개글
Introduction 
안재훈 감독의 작품을 극장이 아닌 곳에서 만날 수 있는 전시 및 특별행사의 기록.
안재훈 감독이 걸어온 길을 만날 수 있다.
This is a list of exhibitions and special events where you can see the works of director Ahn outside of theaters.
1. 2012, [데즈카 오사무 한일 대표 특별전] 
2012 Osamu Tezuka Special Exhibition
2. 2013, 한국영상자료원 [애니메이션 기획전] 
2013 Special Animation Exhibition , Korean Federation of Film Archives
3. 2017, 한국근대문학관, [소설, 애니메이션이 되다]
2017, Museum of Korean modern literature, “Literature becomes animation” 
4. 2019, 춘천 애니메이션박물관, [안재훈 감독전 : 필름 속 보기]
2019 Director Ahn Jae hun Exhibition, Chuncheon Animation Museum
5. 2021, 평창국제평화영화제, [안재훈 감독전]
2021 Pyeongchang International Peace Film Festival, Ahn Jae Hun Special Exhibition 
6. 2022, 현대백화점 중동점, [안재훈 감독 포스터전]
2022, Hyundai Department Store Jungdong, Director Ahn Jae Hun’s Poster Exhibition 
7. 2023, 부천국제애니메이션페스티벌, [안재훈 감독 : 아가미 특별전]
2023 BIAF, Special Exhibition: Gill
8. 2023, 주워싱턴 한국문화원, [한국문학과 애니메이션] (K-Animation with Literature)
2023 Korean Cultural Center Washington, "K-Animation with Literature" Special Exhibition